# Maselino Masoe
Maselino Francis Masoe Fao (ur. 6 czerwca 1966 w Apii) – bokser z Samoa Amerykańskiego, były mistrz świata WBA w wadze średniej.

## Kariera amatorska
Jako amator Masoe reprezentował trzykrotnie swój kraj na igrzyskach olimpijskich. Podczas pierwszego udziału reprezentant Samoa doszedł do 4. walki w wadze półśredniej, w której przegrał z Amerykaninem Kennethem Gouldem. Na igrzyskach olimpijskich w 1992 w Barcelonie odpadł w ćwierćfinale wagi lekkośredniej po przegranej z Węgrem György Mizsei. 8 lat później, podczas Igrzysk w Atlancie, Masoe odpadł w 1. walce, przegrywając 8-11 z reprezentantem Tunezji Mohamedem Marmourim.

## Kariera zawodowa
Jako zawodowiec, Masoe zadebiutował 30 marca 1997 r., łatwo pokonując w Nowej Zelandii lokalnego zawodnika. Do 1999 r., Masoe kontynuował pasmo zwycięstw, zdobywając m.in. mistrzostwo Oceanii czy lokalny pas IBF w wersji Pan Pacific. 5 marca 2000 r., Masoe doznał pierwszej porażki w karierze. Jego rywalem był słynący z nokautującego ciosu, reprezentant Panamy Santiago Samaniego. Panamczyk zwyciężył przez techniczny nokaut w 5. rundzie, przerywając passę 14. zwycięstw Masoe.
Po 3. szybkich zwycięstwach przez nokaut, Masoe 10. grudnia 2000 r. przystąpił do pojedynku z kolejnym Panamczykiem Tito Mendozą w walce o pas Ameryki Północnej (NABF). W 3. rundzie, Mendoza zranił przeciwnika ciosem z prawej ręki, po czym dopadł go przy linach i zmusił sędziego do przerwania pojedynku. Po porażce, Masoe miał rok przerwy, po czym udanie powrócił rok później, zdobywając pas PABA w wadze średniej. Masoe pięciokrotnie obronił tytuł do 2003 r., wygrywając wszystkie potyczki przez nokaut.
Do walki o mistrzostwo świata WBA w kategorii średniej federacja wyznaczyła będącego na 4. miejscu Masoe i zajmującego 5. pozycję, niepokonanego Kenijczyka Evansa Ashirę. Faworytem spotkania był niepokonany Ashira, który w podsumowaniu roku 2003 przez najbardziej prestiżowy magazyn bokserski The Ring zajął 7. miejsce. Maselino zaskoczył faworyta i zwyciężył przez techniczny nokaut w 2. rundzie, wcześniej posyłając rywala trzykrotnie na deski. W podsumowaniu roku 2004 magazynu The Ring, Masoe wskoczył na 7. miejsce za swojego rywala – Evansa Ashirę. Tytuł utracił w następnym pojedynku, przegrywając jednogłośnie na punkty z Felixem Sturmem. Niecałe 4. miesące później, Masoe przystąpił do kolejnego pojedynku, mając za rywala Amerykanina Randy’ego Griffina. Masoe przegrał wysoko na punkty, a stawką walki był eliminator WBA w kategorii średniej.
25 kwietnia 2009 r. otrzymał kolejną szansę walki o mistrzostwo świata.  W pojedynku o pas WBO w kategorii superśredniej, Masoe zmierzył się z niepokonanym Węgrem Károlym Balzsayem. Balzsay zupełnie dominował w pojedynku, a koniec nastąpił w 11. rundzie, gdy Masoe po nokdaunie wstał, ale zamiast podejść do sędziego patrzył w stronę narożnika. Sędzia ogłosił zwycięstwo Węgra przez nokaut. Ostatnią walkę stoczył 19 marca 2011 r., pokonując Kashifa Mumtaza.